# Polskie Towarzystwo Krajoznawcze
Das Polskie Towarzystwo Krajoznawcze  – PTK (deutsch Polnische Gesellschaft für Landeskunde) war ein 1906 gegründeter Verein für Gebirgs- und Landeskunde in Polen.

## Geschichte
Die Idee, einen Gebirgs- und Landeskundeverein zu gründen geht auf Aleksander Janowski zurück, der diesen Entschluss nach einer Besichtigung der Ruine der Burg Ogrodzeniec 1885 fasste. Da eine Verwirklichung des Vorhabens an der politischen Situation im russischen Kongresspolen nicht möglich war, wurde der Verein zunächst nicht im Vereinsregister eingetragen. Eine Registrierung erfolgte erst 1906, unmittelbar nach der Schwächung Russlands im Russisch-Japanischen Krieg. Um die Verbundenheit der Polen in den drei Teilungsgebieten Ausdruck zu verleihen, wurde als Logo die Burg Ogrodzieniec in einem Ring mit den Wappen der Städte Warschau, Krakau und Posen gewählt. Sitz des Vereins war Warschau. Der Verein machte sich insbesondere stark für die Eröffnung von Regionalmuseen und den Bau von Berghütten in den Heiligkreuzbergen und dem Krakau-Tschenstochauer Jura. Bis 1939 finanzierte er die Gründung von etwa zwanzig Museen, unter anderem in Kalisz (1908), Suwałki (1908), Piotrków Trybunalski (1909), Łowicz (1910), Sandomierz (1921), Nowogród (1927) und Warka.
Der Verein gab auch Fremdenführer, Informationsmaterial, Postkarten und eine Vereinszeitschrift Ziemia heraus, in der unter anderem Ludwik Krzywicki, Wacław Nałkowski, Eugeniusz Romer, Ludomir Sawicki, Stanisław Józef Thugutt publizierten.
Die erste Schutzhütte entstand in Święta Katarzyna am Fuße der Łysica in den Heilig-Kreuz-Bergen. Weitere folgten in verschiedenen Teilen Polens. Nach dem Ersten Weltkrieg weitete der Verein sein Wirkungsgebiet auf die ganze Zweite Polnische Republik aus.
Nach dem deutschen Überfall auf Polen stellte der PTK seine Tätigkeit ein. Nach 1945 nahm er sie wieder auf. Der bürgerliche Verein war jedoch der sowjetischen Besatzungsmacht ein Dorn im Auge. Der PTK und die Polnische Tatra-Gesellschaft wurden daher am 16. Dezember 1950 zwangsweise aufgelöst. Am 17. Dezember 1950 wurde die Polskie Towarzystwo Turystyczno-Krajoznawcze (PTTK) gegründet, die das Vermögen der aufgelösten Vereine übernahm.
Im Jahr 1993 wurde ein regionaler Verein (PTKraj.) mit Sitz in Zielona Góra gegründet.

## Mitgliedschaften

### Ehrenmitglieder
1. Aleksander Walerian Jabłonowski – 1909
2. Bronisław Chlebowski – 1909
3. Gustaw Manteuffel – 1909
4. Tadeusz Korzon – 1912
5. Bronisław Znatowicz – 1912
6. Benedykt Dybowski – 1914
7. Wandalin Szukiewicz – 1914
8. Władysław Szajnocha – 1920
9. Stefan Żeromski – 1924
10. Aleksander Janowski – 1927
11. Karol Hoffman – 1927
12. Kazimierz Kulwieć – 1927
13. Michał Rawita Witanowski – 1927
14. Tadeusz Włoszek – 1927
15. Antoni Olszakowski – 1931
16. Aniela Chmielińska – 1932
17. Seweryn Udziela – 1936.